# AKM (fusil d'assaut)
Pour les articles homonymes, voir AKM.

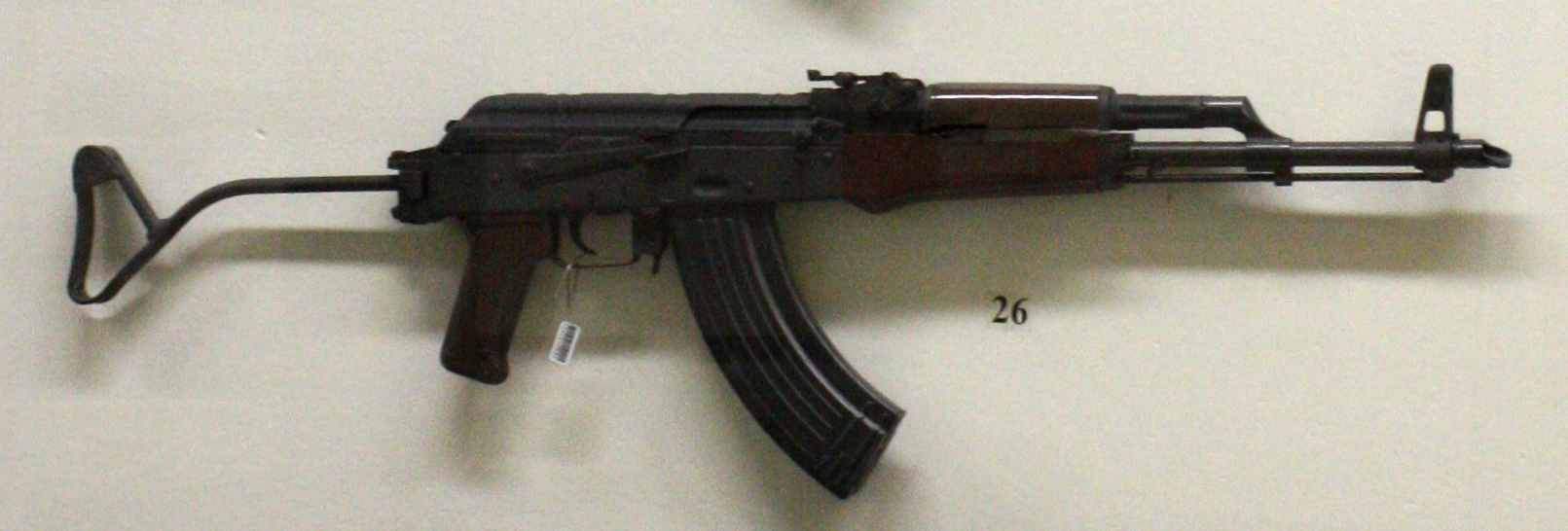
Le MPi KmS 72 est-allemand. Sa crosse repliable a été copiée par les arsenaux égyptiens comme roumain

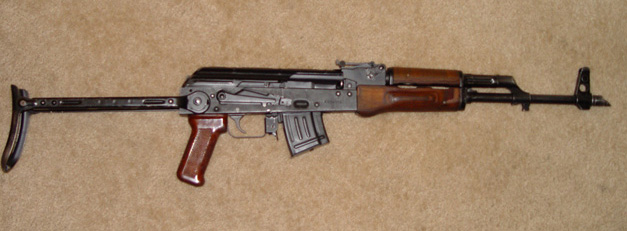
L'AKMS et sa crosse squelette avec chargeur 10 coups

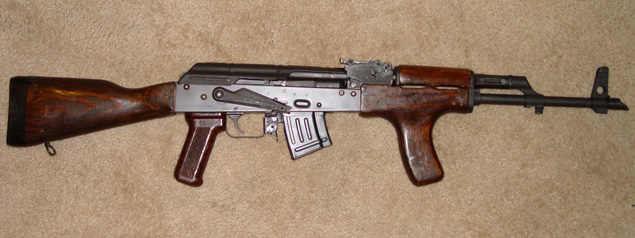
L'AIM roumain standard avec chargeur 10 coups

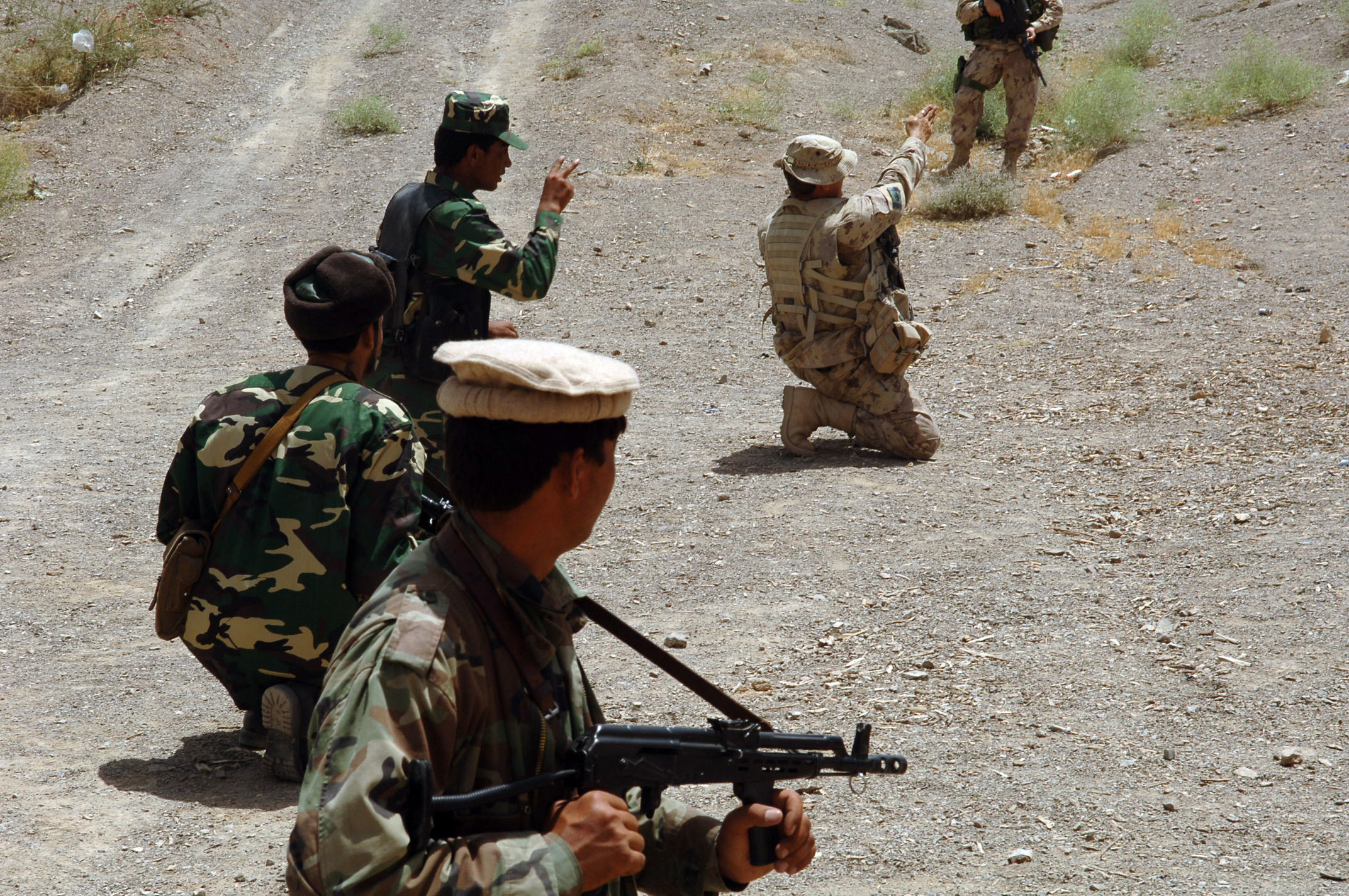
Soldat afghan au combat utilisant une FEG AMD 65 hongroise.

L'AKM (russe : Автомат Калашникова модернизированный Avtomát kalášnikova modernizírovannyii, i.e., "Fusil d'assaut Kalachnikov modernisé") est la version en tôle emboutie de l'AK-47 afin d'en réduire les coûts de production. Elle a remplacé sa prédécesseure dans l'Armée rouge puis dans celles des pays du Pacte de Varsovie. Produit massivement, elle représente l'essentiel des Kalachnikov utilisées dans le monde. Les médias confondent souvent l'AK-47 avec l'AKM.

## Présentation
La construction de la carcasse se fait par estampage et rivetage mais la crosse et le garde-main sont réalisés en contreplaqué de bouleau, léger et peu coûteux. Le mécanisme de détente est pourvu d'un retardateur pour empêcher la percussion prématurée (avant verrouillage) d'une cartouche. Par ailleurs, le cylindre de récupération des gaz est aussi amélioré et la hausse, auparavant graduée jusqu'à 800 mètres, est portée jusqu'à 1 000. Les résultats sont spectaculaires, la masse de l'arme chutant de 4,3 à 3,14 kg, le coût et le temps de construction sont aussi considérablement réduits. Une nouvelle baïonnette est conçue pour être articulée sur son fourreau rigide, formant ainsi une pince destinée à couper les fils de fer barbelés. La version avec crosse pliante en métal embouti destinée aux équipages de blindés, aux parachutistes et aux fantassins des BMP, nommée AKMS, réduit la longueur de l'arme de 868 à 699 millimètres. De leur côté les arsenaux chinois, birmans et pakistanais produisent une version à carcasse en acier emboutie du fusil type 56.
En 1963, en une nouvelle refonte, l'AKM est équipée d'un compensateur de recul, un embout biseauté qui contrebalance en partie la tendance de l'arme à remonter lors du tir. La baïonnette est aussi modernisée, sa forme est retravaillée et son fourreau est dorénavant en matière plastique. Cette dernière remplace définitivement le bois dans la construction de l'arme en 1974 et sera le matériau de certains chargeurs. Les AKM peuvent être dotés de nombreux accessoires, par exemple le silencieux PBS et la lunette de tir de nuit NSPU. Un lance-grenade adaptable sous le canon est aussi développé pour l'AKM, le 6G15, lançant des grenades de 40 mm.

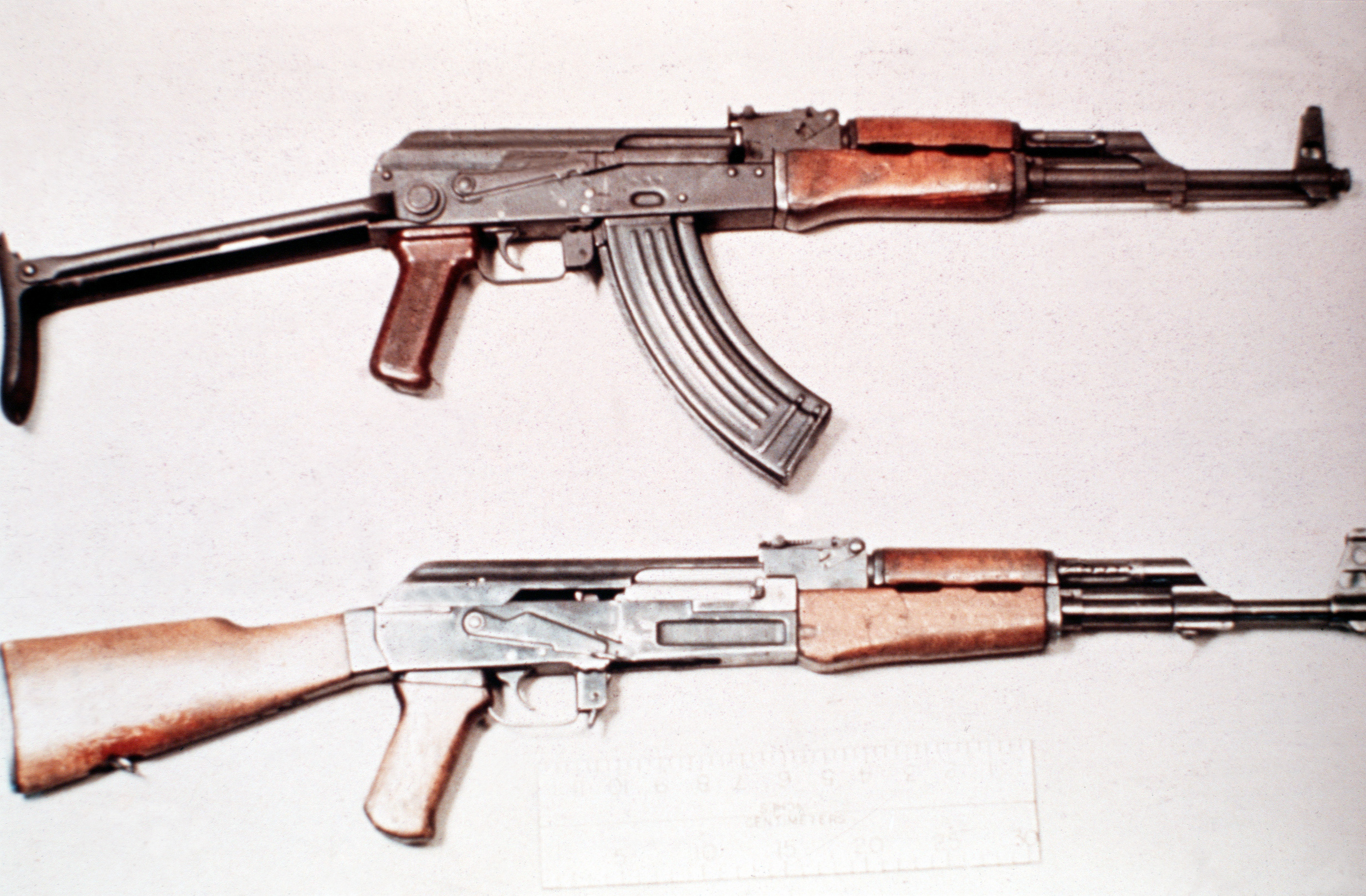
Un AKMS (en haut) par rapport à une norme soviétique AK-47 (en bas).

## Dérivés et copies
Les fabrications étrangères de l'AKM sont nombreuses.

### Allemagne de l'est
La VEB Fahrzeug und Waffenfabrik Ernst Thälmann, située dans la ville de Suhl, produisit pour le compte de la NVA et l'exportation plusieurs versions : les MPi-KM (AKM), MPi-KMS-72 (AKMS), KK-MPi Mod.69 (arme de formation du soldat en .22LR). Ses armes utilisaient massivement le plastique pour les garnitures. La crosse type squelette du KMS-72 se replie sur la face du FA. Simple et solide, elle est reprise par les fabricants égyptiens, polonais et roumains pour leurs productions actuelles.

### Bulgarie
L'Usine no 10, connue aujourd'hui sous le nom d'Arsenal Ltd, n'a jamais produit d'AKM, car les ingénieurs bulgares ont préféré monter une monture en plastique sur leur AK-47 plutôt que de la munir d'une carcasse en acier léger.

### Corée du Nord
La Corée du Nord produit ses propres dérivés de l'AKM. Dénommés Type-68 et Type-68,1 selon qu'il s'agit de dérivés du AKM ou de l'AKMS et qu'ils disposent d'une crosse rabattable ou non.

### Cuba
Les modestes moyens industriels de Cuba lui ont permis de fabriquer une AKM munie d'une crosse fixe pesant sans chargeur 3 315 g. Les soldats et conseillers cubains l'ont utilisée durant la guerre de la frontière sud-africaine.

### Égypte
Les arsenaux d'État égyptiens ont produit le MISR (nom arabe de l'Égypte) avec l'aide de techniciens venus de RDA. Le MISR à crosse fixe est identique au modèle soviétique et pèse avec un chargeur vide 3 445 g. Le Misr a commencé sa vie comme une copie égyptienne presque identique à l'AKMS russe. Le Misr a été rapidement changé pour convenir aux méthodes de production égyptiennes, dont la crosse pliante ; un peu plus tard, garde-main en bois et la poigne (prise) de pistolet ont été remplacés par du plastique et le couvre-culasse a été modifié ainsi pour permettre le montage de la plupart d'optique standard OTAN. Cette arme était toujours l'arme personnelle principale de l'armée de terre égyptienne en 2006. Le Misr a été aussi utilisé par les armées de l'Irak du Maroc et du Rwanda.

### Hongrie
Les militaires hongrois ont utilisé d'abord l'AKM-63. Elle se distingue par le remplacement du garde-main par une seconde poignée-pistolet. Son encombrement est de 88 cm pour 3 125 g. Cette arme produite par la FÉG fut suivie d'une AMD-65 pour armer les parachutistes ; présentant un canon court, une crosse repliable et mesurant 65–85 cm pour une masse minimum de 3,2 kg. L'ajout d'un manchon lance-grenade donna naissance au AMP-69.
Fabriquée depuis 1977, la version courante est identique aux versions d'origine soviétique sous la forme des AK-63D/E (AMM/AMMSz en Hongrie), et NGM 5,56 (mélange AKM/AK-74).

### Inde
L'Armée indienne a récupéré de nombreux Fusils Type 56 durant ses guerres contre le Pakistan en 1965 puis  en  1971. Afin de combler les manques du Fusil 1A1 et de compléter leur arsenal, les militaires indiens ont acquis de nombreuses variantes du Kalashnikov.

### Pologne
La Fabryka Broni Radom a produit une version identique au modèle soviétique qu'elle livra à l'Armée polonaise sous le nom de. "PMKM" et "PMKS" pour la version para.

### Roumanie
Les Arsenaux roumains (connus ensuite comme Romtehinica-Ratmil) produisent depuis 1963 des copies munies de deux poignées et utilisant du contreplaqué dites AIM/PM-63 ou AIMS/PM-65 pour la version à crosse repliable. Ces armes ont été livrées à l'armée roumaine et largement exportées en Géorgie, en Irak, en Jordanie en Libye (qui en fournit une partie à l'IRA), en Palestine (la CIA fournissant même aux Contras des AIM saisis par Tsahal). Elles ont ainsi connu la révolution roumaine et la Guerre des dix jours aux mains des Slovènes.

## Variantes civiles

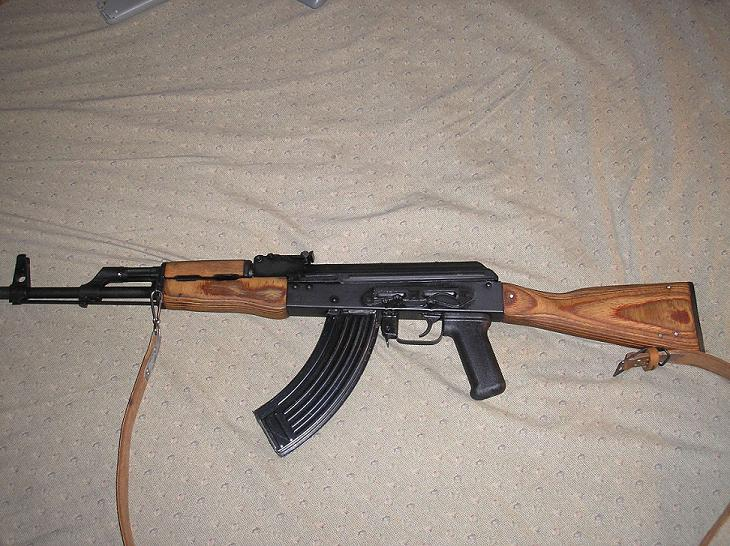
La carabine semi-automatique WASR-10 GP roumaine

À l'image de la SKS, le marché civil nord américain a engendré de nombreuses versions semi-automatiques de l'AKM :
- une version civile/de police du Misr égyptien, appelée ARM, sans tenon de baïonnette se vend bien aux États-Unis ;
- FEG (Budapest) a fait de même avec sa 85/85SA 85 (importée par KBI aux États-Unis) en configuration classique ou munie d'une Crosse à trous ;
- les Polonais commercialisent une Radom Hunter à crosse à trous ;
- les Roumains ont lancé la gamme des WASR en divers calibres.

## Diffusion

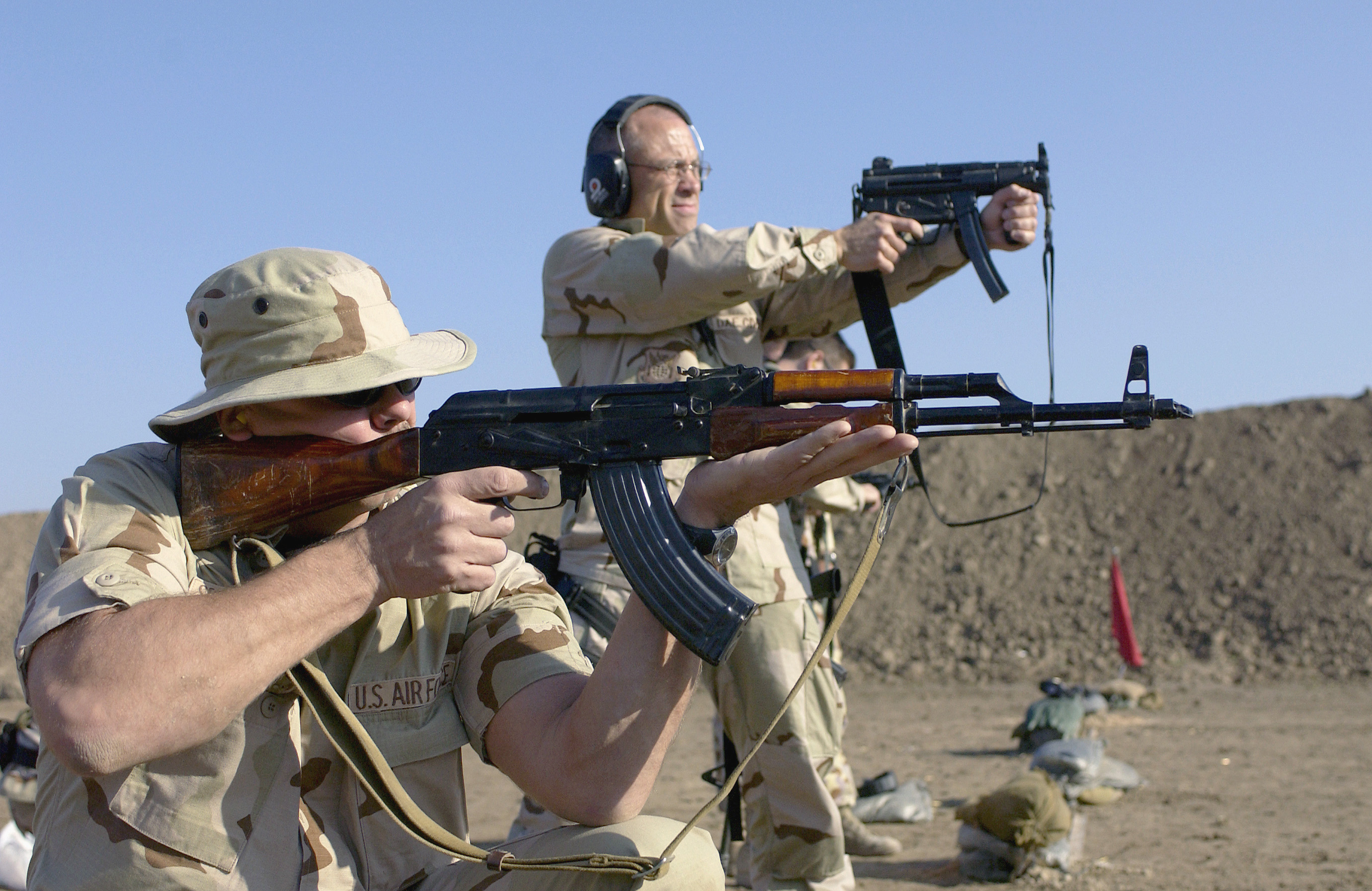
Au premier plan: Un membre de l'U.S Air Force à l'entrainement avec le fusil d'assaut AKM 7.62 mm.

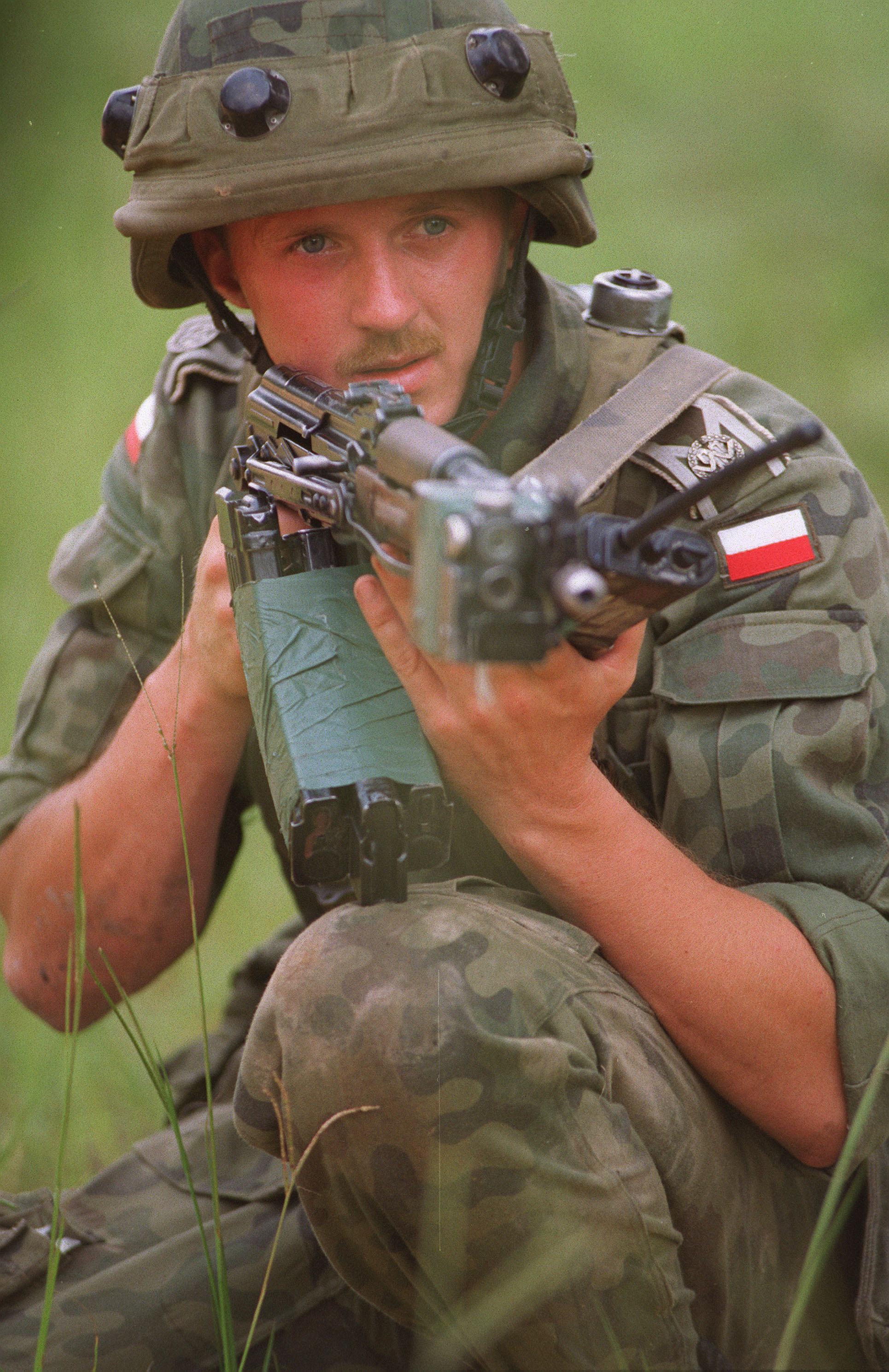
Un AKMS équipé d'un Multiple Système intégré d'engagement laser (MILES) laser dispositif de formation dans les mains d'un soldat polonais.

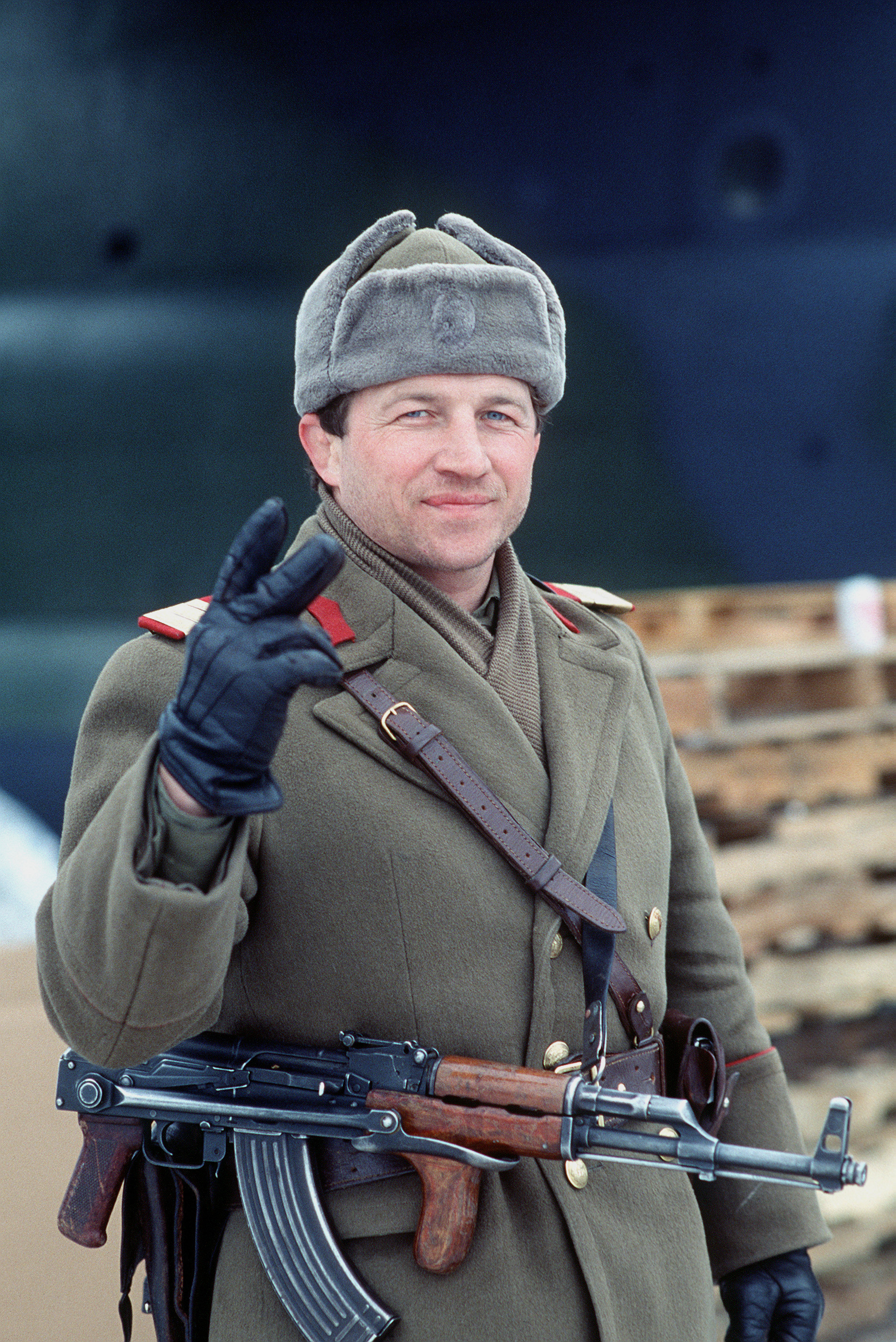
Un sous-officier roumain avec un md PM. 65.

Tout comme son modèle ou le M16, l'AKM est un des fusils d'assaut les plus couramment utilisés au combat. 

### Dans le monde en guerre
Ainsi l'AKM (et ses clones) ont connu de nombreux conflits armés depuis la guerre du Viêt Nam jusqu'à la guerre contre le terrorisme (armant à la fois les alliés et les ennemis des États-Unis) en passant par la guerre du Liban et les conflits israélo-arabes.

### Conflits
- Guerre du Viêt Nam ;
- Conflit au Sahara occidental
- Guerre civile cambodgienne (1967-1975) ;
- Guerre du Kippour
- Guerre du Sahara occidental
- Guerre entre le Cambodge et le Viêt Nam ;
- Guerre d'Afghanistan (1979-1989) ;
- Guerre Iran-Irak ;
- Guerre du Golfe
- Guerre civile géorgienne
- Première guerre de Tchétchénie ;
- Guerre du Kosovo
- Seconde guerre de Tchétchénie ;
- Guerre d'Afghanistan (2001-2021) ;
- Guerre d'Irak ;
- Guerre de la drogue au Mexique;
- Guerre du Mali
- Conflit entre l'État islamique et les talibans
- Insurrection dans le nord du Tchad
- Combats au Sahara occidental (depuis 2020)
- Conflit du Panchir
- Invasion de l'Ukraine par la Russie de 2022.
- Guerre civile soudanaise (depuis 2023)
- Crise de la mer Rouge
- Guerre à Gaza depuis 2023